# Maxim M/09-21
A Maxim M/09-21 é uma variante da metralhadora Maxim fabricada pela Finlândia e usada pelo exército finlandês durante a Segunda Guerra Mundial.

## História
A Guerra Civil Finlandesa de 1918 levou a Finlândia a se tornar uma república democrática independente. O novo exército finlandês precisava de uma metralhadora para distribuir às suas tropas. As metralhadoras mais facilmente acessíveis eram as metralhadoras russas PM M1910 Maxim, capturadas durante a guerra civil, mas os suportes sobre rodas que as metralhadoras usavam eram inadequados para o terreno finlandês, que era principalmente florestado. A Finlândia decidiu fazer sua própria variante Maxim, mais adequada ao terreno finlandês, desenvolvendo um tripé e, em seguida, montando uma metralhadora Maxim russa nele. O tripé, que estaria pronto para produção em 1921, foi derivado daquele da metralhadora MG 09 da DWM (a versão de exportação da metralhadora MG 08), que a Finlândia havia usado com sucesso durante a guerra civil.

## Projeto

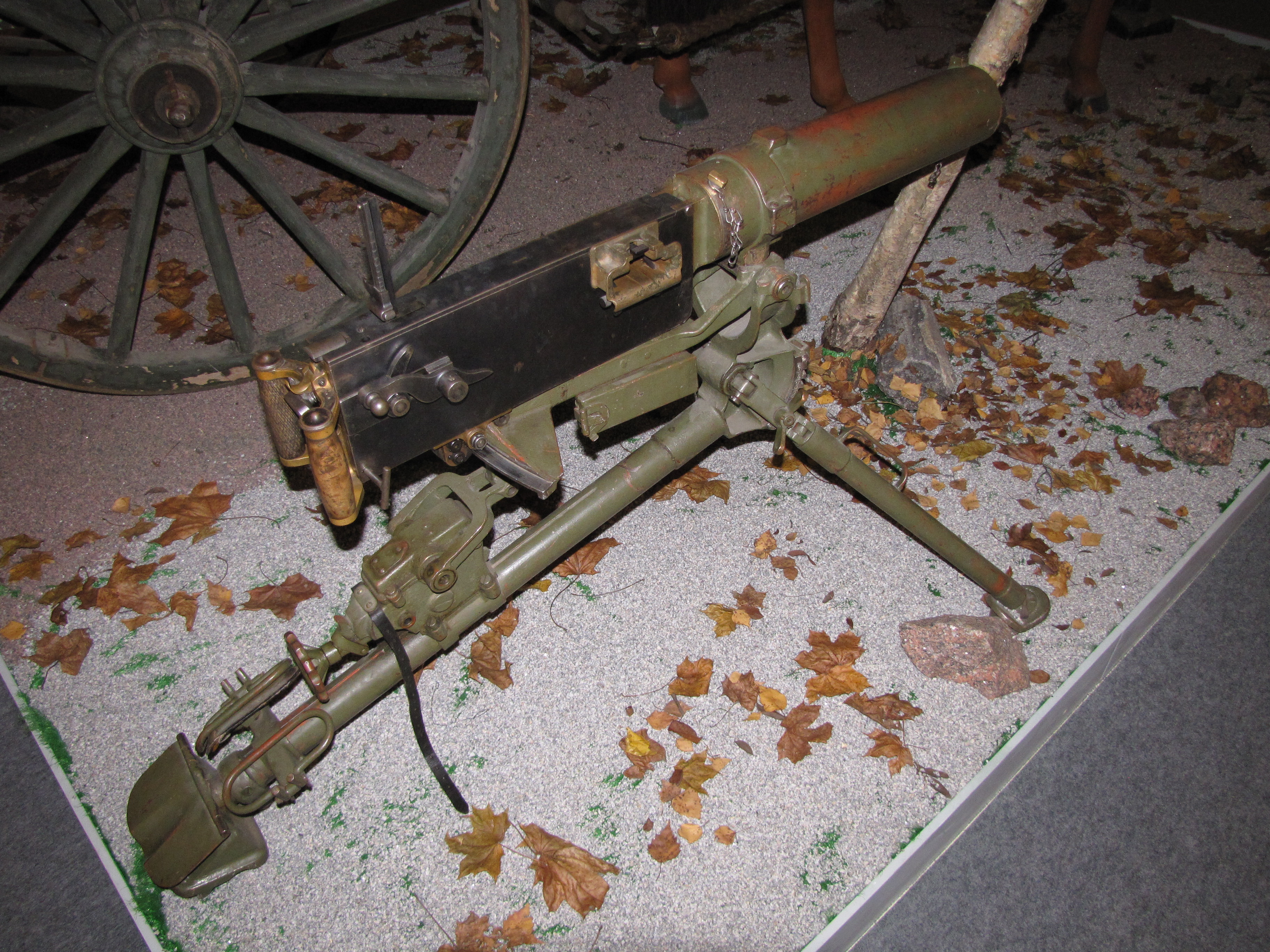
Traseira da metralhadora Maxim M/09-21

As mudanças finlandesas na Maxim russa original incluíram modificações de fabricação e uma mira simplificada, que alterou as medidas da mira para o sistema métrico. O suporte do tripé podia ser dobrado para facilitar o transporte e tinha alças de metal em cada uma das duas pernas dianteiras.